# 7 ربيع الأول
- السبت
- الأحد
- الاثنين
- الثلاثاء
- الأربعاء
- الخميس
- الجمعة

- 2731 أغسطس 2024
- 281 سبتمبر 2024
- 292 سبتمبر 2024
- 303 سبتمبر 2024
- 14 سبتمبر 2024
- 25 سبتمبر 2024
- 36 سبتمبر 2024
- 47 سبتمبر 2024
- 58 سبتمبر 2024
- 69 سبتمبر 2024
- 710 سبتمبر 2024
- 811 سبتمبر 2024
- 912 سبتمبر 2024
- 1013 سبتمبر 2024
- 1114 سبتمبر 2024
- 1215 سبتمبر 2024
- 1316 سبتمبر 2024
- 1417 سبتمبر 2024
- 1518 سبتمبر 2024
- 1619 سبتمبر 2024
- 1720 سبتمبر 2024
- 1821 سبتمبر 2024
- 1922 سبتمبر 2024
- 2023 سبتمبر 2024
- 2124 سبتمبر 2024
- 2225 سبتمبر 2024
- 2326 سبتمبر 2024
- 2427 سبتمبر 2024
- 2528 سبتمبر 2024
- 2629 سبتمبر 2024
- 2730 سبتمبر 2024
- 281 أكتوبر 2024
- 292 أكتوبر 2024
- 303 أكتوبر 2024
- 14 أكتوبر 2024

7 ربيع الأوَّل أو 7 ربيع الأنوار أو يوم 7 \ 3 (اليوم السابع من الشهر الثالث) هو اليوم السادس والستين من أيَّام السنة (أو السابع والستين لو كان شهر صفر مُتممًا لليوم الثلاثين) وفق التقويم الهجري القمري (العربي). يبقى بعده 288 أو 289 يومًا لانتهاء السنة.

## أحداث
- 543 هـ - فشل الحملة الصليبية الثانية في الاستيلاء على دمشق بعد صمود المسلمين والدفاع عن مدينتهم.
- 1360 هـ - جلاء القوات البريطانية عن ميناء بنغازي وذلك خلال الحرب العالمية الثانية.
- 1361 هـ - اليهود في الجزائر يستعيدون امتيازاتهم في البلاد بعد إقصاء عن الحياة الاقتصادية دام ثلاث سنوات.
- 1367 هـ - الإمام محمد مأمون الشناوي يتولى مشيخة الأزهر.
- 1369 هـ - إعلان استقلال إندونيسيا عن هولندا.
- 1380 هـ - اغتيال هزاع المجالي بتفجير ضخم في العاصمة الأردنية، عمان.
- 1430 هـ - المحكمة الجنائية الدولية تصدر مذكرة اعتقال بحق الرئيس السوداني عمر البشير بعد اتهامه بارتكاب جرائم حرب وأخرى ضد الإنسانية.
- 1432 هـ - الرئيس المصري محمد حسني مبارك يعلن في خطاب وجهه للشعب عن تفويضه لصلاحياته لنائبه عمر سليمان، كما أعلن بذات الخطاب عن تعديل خمسة مواد دستورية وإلغاء مادة سادسة من الدستور، كما قام بتقديم اعتذار لأسر الضحايا الذين سقطوا خلال الاحتجاجات الشعبية ويؤكد أن دمائهم لن تضيع هدرًا، ويشدد على أنه لن يقبل إملاءات من الخارج، ويعبر عن أنه على اقتناع بصدق نوايا الشباب الذين فجروا الثورة.
- 1436 هـ - اختفاء رحلة طيران آسيا رقم 8501 في بحر جاوة في الحدث الثالث من نوعه في العشرة أشهر الماضية.
- 1442 هـ - السودان وإسرائيل يعلنان عن اتفاق مبدئي لتطبيع العلاقات بين الدولتين.

## مواليد
- 1298 هـ - محمد الجواد الجزائري، شاعر وفيلسوف وثائر مجاهد عراقي.
- 1331 هـ - خالد بن عبد العزيز آل سعود، ملك المملكة العربية السعودية الرابع.
- 1339 هـ - مصطفى خليل، رئيس وزراء مصر.
- 1349 هـ - محمد الشويحي، ممثل مصري.
- 1362 هـ - غانم الصالح، ممثل كويتي.
- 1364 هـ - إغراء، ممثلة وراقصة شرقية سورية.
- 1365 هـ - زينب بيره جكلي، كاتبة وأكاديمية سورية.
- 1369 هـ - ألفت سكر، ممثلة مصرية من أصل سوري.
- 1378 هـ - غسان مسعود، ممثل سوري.
- 1380 هـ - زهير عبد الكريم، ممثل سوري.
- 1381 هـ - هيام طعمة، ممثلة ومغنية سورية.
- 1389 هـ - طلال الفهد الصباح، رئيس الاتحاد الكويتي لكرة القدم.
- 1399 هـ - إبراهيم صادقي، لاعب كرة قدم إيراني.
- 1412 هـ - مارتينا، ممثلة مصرية تعمل في الكويت.
- 1424 هـ - الحسن بن محمد، ولي عهد المغرب.

## وفيات
- 1380 هـ - هزاع المجالي، سياسي أردني ورئيس وزراء سابق.
- 1403 هـ - زكي طليمات، مسرحي مصري يلقب بشيخ المسرح العربي.
- 1425 هـ - محمد بلتاجي حسن، أحد أعلام الحركة الفقهية بمصر.
- 1432 هـ - سعد الدين الشاذلي، عسكري مصري.
- 1433 هـ - عبد الحميد مهري، سياسي جزائري.
- 1444 هـ - أسامة عبد العظيم، عالم أزهري مصري.

## وصلات خارجية
- موقع قصة الإسلام: حدث في شهر ربيع الأوَّل.